# Cyclostrema pompholyx
Cyclostrema pompholyx là một loài ốc biển, là động vật thân mềm chân bụng sống ở biển thuộc họ Liotiidae.